# 哈日哈腾庙
哈日哈腾庙，位于内蒙古自治区鄂尔多斯市鄂托克前旗上海庙镇，是一座藏传佛教格鲁派寺院。

## 简介
2009年，哈日哈腾庙经内蒙古自治区民委宗教局批准，确定为宗教活动场所。2010年开工重建。到2014年初，已建成2层主殿，建筑面积1320平米（129间）。2010年以来，鄂托克前旗民族宗教事务局协助筹资1600多万元人民币，修建了哈日哈腾庙和藏传佛教时轮塔一处。
2014年2月26日（农历甲午年正月二十七）上午10时，哈日哈腾庙建庙330周年暨哈日哈腾庙重建开光仪式在鄂尔多斯市鄂托克前旗上海庙镇举行。社会各界800多人参加庆典。